# 교황 대사
교황 대사(敎皇大使)는 바티칸 시국(로마 교황청)에서 세계 각국과 국제기구에 파견한 대사를 일컫는다. 교황대사를 일컫는 라틴어 'nuntius'는 본래 '소식 전달자, 전령'을 의미한다. 교황대사는 국제법상 일반 국가의 대사와 동등한 직위이며, 주재국 정부와 바티칸 시국 사이의 외교관계를 증진하고 주재국 기독교의 동향을 교황에게 보고하는 임무를 맡는다. 교황대사를 외교사절단장으로 인정하는 국가에 파견된 대사는 눈티우스(nuntius), 그렇지 않을 때는 프로눈티우스(pronuntius)라고 한다. 교황청이 외교관계를 맺은 85개국 가운데 42개국은 프로눈티우스이다.

## 교황대사의 서열
- 주재국의 주교들 중 추기경을 제외한 주교급(대주교 포함) 중 첫 번째 서열이다.
- 일부 국가에서는 교황대사가 외교사절단의 수장이 된다. 이것은 1815년 빈 회의의 결정에 따른 것이다.

## 나라별 출신 교황대사

### 대한민국
대한민국 출신의 교황대사는 2013년 기준으로 장인남 바오로 대주교가 유일하다. 장인남 대주교는 방글라데시, 우간다 주재 교황대사를 거쳐 2012년부터 타이 왕국 주재 교황대사로 봉직하고 있다. 프란치스코 교황은 2018년 8월 12일 장인남 대주교를 초대 미얀마 교황대사로 임명했다. 그래서 장 대주교는 태국, 라오스, 미얀마 교황대사를 겸직하게 되었다.

## 나라별 주재 교황대사

### 대한민국

#### 연혁
- 1947년 8월 : 교황 비오 12세에 의해 주한 로마 교황 사절관 창설
- 1950년 11월 25일 :  서울에 침입한 공산군에게 교황 사절 방 주교 피랍되어 북한에서 순교
- 1950년  : 임시 교황 사절로 일본 주재 교황 공사 푸르스텐베르크 대주교 겸임
- 1951년 5월 : 푸르스텐베르크 임시 교황 사절, 한국을 방문하여 평양교구장인 안 주교를 개인 대리로 지명
- 1953년 10월 5일 : 교황 사절 대리로 춘천교구장 구 주교 임명
- 1961년 3월 : 주피 주교, 제3대 교황 사절로 부임
- 1962년 4월 18일 : 델주디체 대주교 교황 사절로 임명

#### 인물
- 초대 교황 사절 :  방 파트리치오 (Patrick J. Byrne) 주교 (1947년)
- 제2대 교황 사절 :  막스 데 푸르스텐베르크(Max de Furstenberg) 대주교 (1950년)
- 교황 사절 서리  :  구 토마(Thomas Quinlan) 주교 (1953년)
- 제3대 교황 사절 :  에가노 람베르티니 (Egano Righi Lambertini) 주교 (1957년)
- 제4대 교황 사절  : 하비에르 주피 (Xavier Zupi) 대주교 (1960년)
- 제5대 교황 사절 :  안토니오 델주디체 (Antonio del Giudice) 대주교 (1962년)
- 초대 교황 공사   : 안토니오 델주디체 (Antonio del Giudice) 대주교 (1963년)
- 초대 교황 대사  :  안토니오 델주디체 (Antonio del Giudice) 대주교 (1966년)
- 제2대 교황 대사  : 히폴리토 로톨리 (Hippolito Rotoli) 대주교 (1967년)
- 제3대 교황 대사 :  루이지 도세나 (Luigi Dossena) 대주교 (1973년)
- 제4대 교황 대사 :  루차노 안젤로니 (Luciano Angeloni) 대주교 (1978년)
- 제5대 교황 대사 :  프란치스코 몬테리시 (Francesco Monterisi) 대주교 (1983년)
- 제6대 교황 대사 :  이반 디아스(Ivan Dias) 대주교 (1987년)
- 제7대 교황 대사 :  조반니 불라이티스 (Giovanni Bulaitis) 대주교 (1991년)
- 제8대 교황 대사 :  조반니 바티스타 모란디니 (Givanni Battista Moradini) 대주교 (1997년)
- 제9대 교황 대사 :  에밀 폴 체릭 (Emil Paul Tscherrig) 대주교 (2004년)
- 제10대 교황 대사 : 오스발도 파딜랴 (Osvaldo Padilla) 대주교 (2008년)
- 제11대 교황 대사 : 앨프리드 슈에레브 (Alfred Xuereb) 대주교 (2018년)
- 제12대 교황 대사 : 조반니 가스파리 (Giovanni Gaspari) 대주교 (2024년)

#### 현재
2024년 기준으로 주한 교황대사는 조반니 가스파리 대주교이다. 그는 전임 알프레드 슈에레브 대주교에 이어, 2024년 3월 2일에 교황대사직에 임명되었다.

## 같이 보기
- 교황청 대사관
- 교황 특사
- 성좌의 재외공관 목록